# K-442 Tcheliabinsk
Le K-442 Tcheliabinsk (en russe : К-442 « Челябинск ») est un sous-marin nucléaire lanceur de missiles de croisière de classe Oscar II lancé par la Marine soviétique le 18 juin 1990. Nommé en l'honneur de la ville de Tcheliabinsk, il sert dans la Marine russe depuis la fin de l'Union soviétique. Le sous-marin a stationné à quai jusqu'en 2014 dans la base de sous-marins nucléaires de Rybachi, à Vilioutchinsk, près de Petropavlovsk-Kamtchatski (Flotte du Pacifique).

## Service
Le 14 mars 1991, le K-442 est affecté à la 11e division de la 1re flottille de sous-marins de Flotte du Nord, basée à Zapadnaya Litsa. De 18 août au 12 septembre, il transite de la Flotte du Nord à la Flotte du Pacifique en passant sous la banquise par le nord, en compagnie du K-173 Krasnoïarsk. Le 24 septembre, il est affecté à la 10e division de la 2e flottille de sous-marins de la flotte du Pacifique, basée dans la baie de Kracheninnikov.
Le 3 juin 1992, le K-442 est reclassé croiseur sous-marin nucléaire (APK). Le 6 avril 1993, il est renommé K-442 Tcheliabinsk.
Entre juin et août 1994, il mène la première mission opérationnelle d'un projet 949A pour la Flotte du Pacifique. En juillet 1997, il mène un tir de missile sur cible de surface en compagnie du K-186 Omsk.
Le 9 octobre 1998, il est affecté à la 10e division de sous-marins de la 16e escadre autonome, basée dans la baie de Kracheninnikov. En mai 1999, il est placé en attente de pièces de rechange pour une interruption pour entretien et réparations (IPER). Il reprend du service en 2002.
En 2007, il est affecté à la 10e division de la 16e escadre de sous-marins nucléaires de flotte du Pacifique. En 2008, il est désarmé en attente de démantèlement.
Le 26 avril 2014, il est transféré à l'été depuis Vilioutchinsk au chantier Zvezda à Bolchoï Kamen. Le 14 août, annonce de son transfert de Rybachi au chantier Zvezda à Bolchoï Kamen à bord du navire dock Hai Yang Shi You 278.

## Commandants
- A.V. Kolyada
- A.V. Milovanov
- Y.I. Ouchatski
- S.V. Vanya
- A. Ismagilov
- A.V. Senko
- V.S. Kouachev